# Cala Mitjana (Artà)
Cala Mitjana (‚Mittlere Bucht‘) ist eine kleine Bucht mit Sandstrand im Nordosten der Baleareninsel Mallorca. Sie befindet sich 8 Kilometer nordöstlich der Kleinstadt Artà.

## Lage und Beschreibung

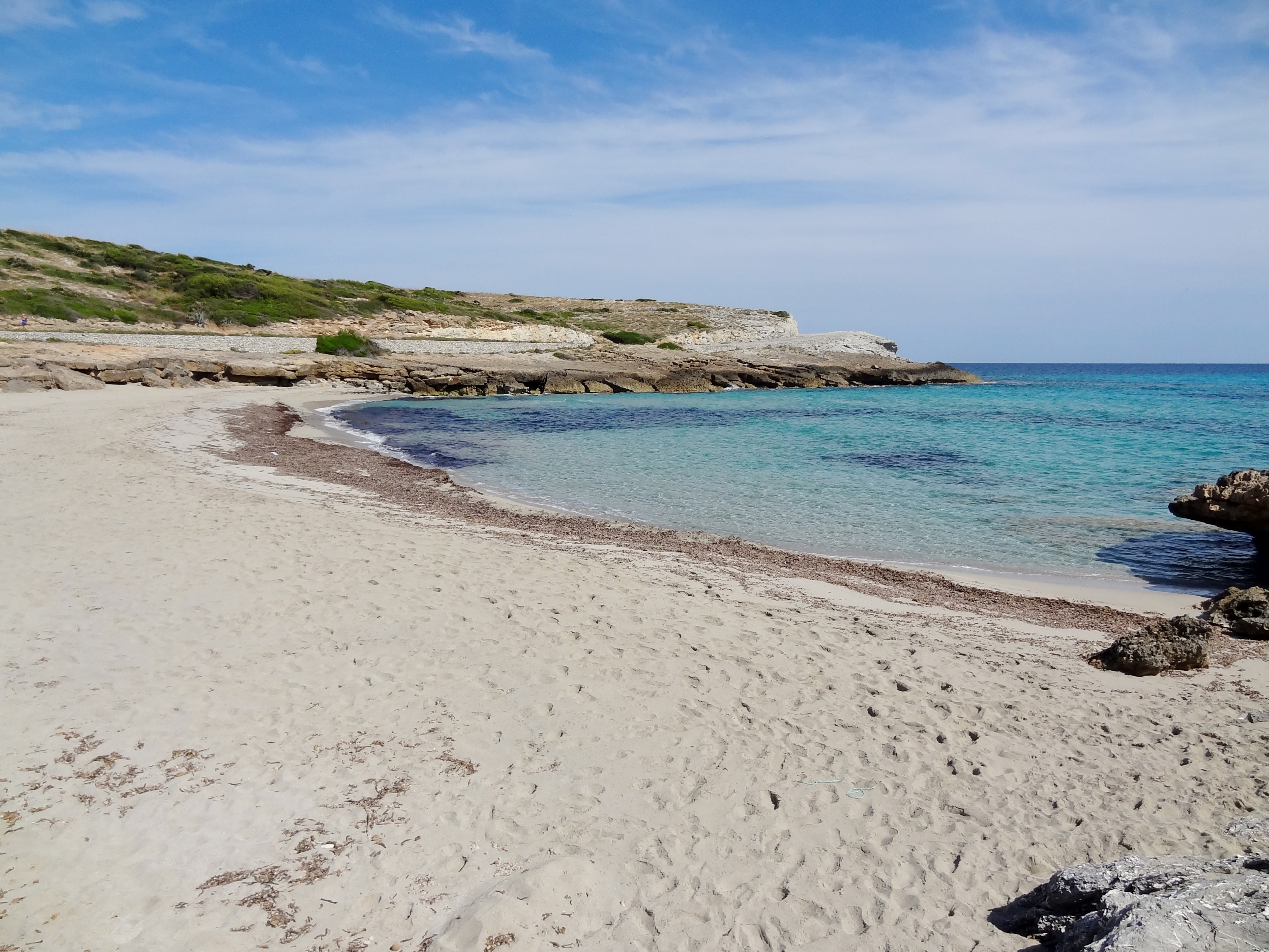
Strand der Cala Mitjana

Gelegen im nordöstlichen Teil der Gemeinde Artà, im Gebiet von sa Duaia, ist die Bucht von Artà aus über die Landstraße Richtung Cala Torta erreichbar. Das Ambiente des Badestrandes wurde bis zum Jahr 2008 durch eine rings um den Strand angelegte Straße beeinträchtigt. Ende 2008 / Anfang 2009 renaturierte man das Dünensystem an der Bucht durch Entfernung der Straße an der Südseite des Strandes, lediglich der Fahrweg am Ufer der westlichen Seite zur Nachbarbucht Cala Estreta und ein Regenwasser-Ableitungskanal blieben erhalten.
Die schlecht unterhaltene Zufahrtsstraße zur Cala Mitjana führt durch einen Kiefernwald, der bis hinunter zum Strand reicht. Dort gab es eine kleine Strandbar, die nur in der Hauptsaison geöffnet war und schon vor der Renaturierung abgerissen wurde. Eine Ausweichmöglichkeit bietet die Strandbar der östlichen Nachbarbucht Cala Torta, die über die Uferfelsen zu Fuß in etwa 10 Minuten erreichbar ist.

## Zugang
Von Artà kommend die Landstraße MA-15 Richtung Cala Rajada, anschließend der Beschilderung zur Cala Torta folgen. Am rechtsseitigen Abzweig zur Cala Torta den geraden Straßenverlauf wählen, danach rechts bis zur Cala Mitjana, die ihrem Namen gerecht werdend zwischen den beiden nahen Buchten Cala Estreta und Cala Torta liegt. Die direkte Zufahrt ist seit einiger Zeit durch große Straßenlöcher beeinträchtigt und nur für Geländewagen zu empfehlen.